# Браун, Маркел
Маркел Браун (англ. Markel Brown; род. 29 января 1992 года, Алегзандрия, Луизиана, США) — американский профессиональный баскетболист, играющий на позиции атакующего защитника в итальянском клубе «Наполи». Был выбран на драфте НБА 2014 года во втором раунде под общим 44-м номером клубом «Миннесота Тимбервулвз».

## Средняя школа
Маркел Браун учился в средней школе Пибоди Магнит в Луизиане. В выпускном классе он в среднем за игру набирал 32 очка, отдавал 5 передач, делал 10 подборов, 3 перехвата и 3 блок-шота. Маркел Браун был назван Мистер баскетбол Луизианы 2010.

## Студенческая карьера
В сезоне 2010/2011 Маркел Браун стал лидером в составе Оклахомы Стэйт по числу блок-шотов. Он заблокировал 33 броска соперников. Маркел сыграл 34 игры, 6 раз он выходил в стартовой пятерке и проводил на площадке в среднем 31,1 минуты. Он в среднем за игру набирал 6,4 очка, отдавал 1,4 передачи, делал 2,5 подборов и 1 блок-шот.
В сезоне 2011/2012 Маркел Браун сыграл 34 игры, 26 раз выходил в стартовой пятерке и проводил на площадке в среднем 21,6 минуты. Он в среднем за игру набирал 10,5 очков, отдавал 2,4 передачи, делал 5,1 подборов и 1,2 перехвата.
В сезоне 2012/2013 Маркел Браун сыграл 33 игры все в стартовой пятерке и проводил на площадке в среднем 34,1 минуты. Он в среднем за игру набирал 15,3 очка, отдавал 2,4 передачи, делал 4,4 подборов и 1 перехват. Браун был включен во вторую сборную All-Big 12.
В сезоне 2013/2014 Маркел Браун сыграл 34 игры все в стартовой пятерке и проводил на площадке в среднем 35,3 минуты. Он в среднем за игру набирал 17,2 очка, отдавал 2,6 передачи, делал 5,3 подборов, 1 блок-шот и 1 перехват. Браун был включен во вторую сборную All-Big 12.

## Профессиональная карьера
На драфте НБА 2014 года Маркел Браун был выбран в 2-м раунде под 44-м номером командой «Миннесота Тимбервулвз». Права с драфта на Маркела Брауна были обменяны «Миннесотой» в «Бруклин Нетс». В летней лиге НБА 2014 года в Орландо он будет играть за «Нетс». 23 июля 2014 «Бруклин Нетс» подписали с Маркелем Брауном многолетний контракт.
26 сентября 2016 года Маркел Браун подписал контракт с «Кливленд Кавальерс», однако был отчислен 20 октября после участие в 6 предсезонных матчей.
25 октября 2016 года Браун подписал контракт на 1 год с «Химками».
24 сентября 2017 года Браун подписал контракт на тренировочный лагерь с «Оклахома-Сити Тандер». 11 октября 2017 года Браун был отчислен «Тандер».
15 января 2018 года Браун подписал с «Хьюстон Рокетс» двусторонний контракт после того как «Рокетс» отчислили Брианте Уэбера.
24 июля 2018 года Браун подписал однолетний контракт с турецкой командой «Дарюшшафака» из Евролиги.
24 сентября 2019 года Браун подписал негарантированный контракт с «Оклахома-Сити Тандер». 27 сентября Браун был отчислен «Тандер», а затем он присоединился к команде «Оклахома-Сити Блю». В ноябре 2019 года Браун пропустил несколько игр из-за травмы левой лодыжки. 10 января 2020 года Браун набрал 24 очка, пять подборов и две передачи в победе над «Рэпторс 905». В среднем за игру в составе «Блю» он набирал 11,9 очка, 3,2 подбора и 2,8 передачи.
4 августа 2020 года Браун подписал контракт с «Хапоэль (Эйлат)» из чемпионата Израиля по баскетболу.
11 августа 2021 года Браун подписал контракт с бельгийским клубом «Антверп Джайентс».
20 июля 2022 года Браун подписал контракт с клубом «Варезе» из чемпионата Италии по баскетболу.
25 июля 2023 года Браун подписал контракт с итальянским клубом «Жирона».
20 декабря 2023 года стало известно, что Браун подписал контракт с итальянским клубом «Наполи».

## Достижения
- Серебряный призёр Единой лиги ВТБ: 2016/2017
- Серебряный призёр чемпионата России: 2016/2017

## Статистика

### Статистика в НБА
| Сезон                                                                                    | Команда | Регулярный сезон | Регулярный сезон | Регулярный сезон | Регулярный сезон | Регулярный сезон | Регулярный сезон | Регулярный сезон | Регулярный сезон | Регулярный сезон | Регулярный сезон | Регулярный сезон | Серия плей-офф | Серия плей-офф | Серия плей-офф | Серия плей-офф | Серия плей-офф | Серия плей-офф | Серия плей-офф | Серия плей-офф | Серия плей-офф | Серия плей-офф | Серия плей-офф |
| Сезон                                                                                    | Команда | GP               | GS               | MPG              | FG%              | 3P%              | FT%              | RPG              | APG              | SPG              | BPG              | PPG              | GP             | GS             | MPG            | FG%            | 3P%            | FT%            | RPG            | APG            | SPG            | BPG            | PPG            |
| ---------------------------------------------------------------------------------------- | ------- | ---------------- | ---------------- | ---------------- | ---------------- | ---------------- | ---------------- | ---------------- | ---------------- | ---------------- | ---------------- | ---------------- | -------------- | -------------- | -------------- | -------------- | -------------- | -------------- | -------------- | -------------- | -------------- | -------------- | -------------- |
| 2014/15                                                                                  | Бруклин | 47               | 29               | 16,6             | 36,2             | 26,6             | 82,5             | 2,3              | 0,8              | 0,7              | 0,3              | 4,6              | 2              | 1              | 5,1            | 40,0           | 0,0            | 100,0          | 1,0            | 0,5            | 0,0            | 0,0            | 3,0            |
| 2015/16                                                                                  | Бруклин | 62               | 6                | 15,8             | 39,4             | 31,4             | 75,5             | 2,0              | 1,5              | 0,6              | 0,2              | 5,9              | Не участвовал  | Не участвовал  | Не участвовал  | Не участвовал  | Не участвовал  | Не участвовал  | Не участвовал  | Не участвовал  | Не участвовал  | Не участвовал  | Не участвовал  |
| 2017/18                                                                                  | Хьюстон | 4                | 0                | 7,9              | 28,6             | 20,0             | 0,0              | 1,3              | 0,5              | 0,0              | 0,0              | 1,3              | Не участвовал  | Не участвовал  | Не участвовал  | Не участвовал  | Не участвовал  | Не участвовал  | Не участвовал  | Не участвовал  | Не участвовал  | Не участвовал  | Не участвовал  |
|                                                                                          | Всего   | 113              | 35               | 15,9             | 38,0             | 29,5             | 78,1             | 2,1              | 1,2              | 0,6              | 0,2              | 5,2              | 2              | 1              | 5,1            | 40,0           | 0,0            | 100,0          | 1,0            | 0,5            | 0,0            | 0,0            | 3,0            |
| Наведите курсор мыши на аббревиатуры в заголовке таблицы, чтобы прочесть их расшифровку. |         |                  |                  |                  |                  |                  |                  |                  |                  |                  |                  |                  |                |                |                |                |                |                |                |                |                |                |                |

### Статистика в Джи-Лиге
| Сезон                                                                                    | Команда                   | Регулярный сезон | Регулярный сезон | Регулярный сезон | Регулярный сезон | Регулярный сезон | Регулярный сезон | Регулярный сезон | Регулярный сезон | Регулярный сезон | Регулярный сезон | Регулярный сезон | Серия плей-офф | Серия плей-офф | Серия плей-офф | Серия плей-офф | Серия плей-офф | Серия плей-офф | Серия плей-офф | Серия плей-офф | Серия плей-офф | Серия плей-офф | Серия плей-офф |
| Сезон                                                                                    | Команда                   | GP               | GS               | MPG              | FG%              | 3P%              | FT%              | RPG              | APG              | SPG              | BPG              | PPG              | GP             | GS             | MPG            | FG%            | 3P%            | FT%            | RPG            | APG            | SPG            | BPG            | PPG            |
| ---------------------------------------------------------------------------------------- | ------------------------- | ---------------- | ---------------- | ---------------- | ---------------- | ---------------- | ---------------- | ---------------- | ---------------- | ---------------- | ---------------- | ---------------- | -------------- | -------------- | -------------- | -------------- | -------------- | -------------- | -------------- | -------------- | -------------- | -------------- | -------------- |
| 2014/15                                                                                  | Мэн Ред Клоз              | 1                | 1                | 8,4              | 50,0             | 50,0             | 100,0            | 1,0              | 0,0              | 1,0              | 0,0              | 7,0              | Не участвовал  | Не участвовал  | Не участвовал  | Не участвовал  | Не участвовал  | Не участвовал  | Не участвовал  | Не участвовал  | Не участвовал  | Не участвовал  | Не участвовал  |
| 2017/18                                                                                  | Оклахома-Сити Блю         | 22               | 20               | 31,4             | 46,1             | 36,0             | 78,9             | 4,4              | 2,5              | 1,4              | 0,5              | 17,4             | Не участвовал  | Не участвовал  | Не участвовал  | Не участвовал  | Не участвовал  | Не участвовал  | Не участвовал  | Не участвовал  | Не участвовал  | Не участвовал  | Не участвовал  |
| 2017/18                                                                                  | Рио-Гранде Вэллей Вайперс | 9                | 7                | 33,2             | 42,7             | 34,5             | 78,9             | 5,0              | 3,2              | 1,2              | 0,0              | 15,9             | Не участвовал  | Не участвовал  | Не участвовал  | Не участвовал  | Не участвовал  | Не участвовал  | Не участвовал  | Не участвовал  | Не участвовал  | Не участвовал  | Не участвовал  |
| 2019/20                                                                                  | Оклахома-Сити Блю         | 28               | 6                | 22,6             | 43,7             | 41,4             | 81,8             | 3,2              | 2,7              | 0,6              | 0,2              | 11,3             | Не участвовал  | Не участвовал  | Не участвовал  | Не участвовал  | Не участвовал  | Не участвовал  | Не участвовал  | Не участвовал  | Не участвовал  | Не участвовал  | Не участвовал  |
|                                                                                          | Всего                     | 60               | 34               | 27,2             | 44,7             | 38,3             | 80,0             | 3,9              | 2,7              | 1,0              | 0,3              | 14,1             | Не участвовал  | Не участвовал  | Не участвовал  | Не участвовал  | Не участвовал  | Не участвовал  | Не участвовал  | Не участвовал  | Не участвовал  | Не участвовал  | Не участвовал  |
| Наведите курсор мыши на аббревиатуры в заголовке таблицы, чтобы прочесть их расшифровку. |                           |                  |                  |                  |                  |                  |                  |                  |                  |                  |                  |                  |                |                |                |                |                |                |                |                |                |                |                |

### Статистика в колледже
| Сезон                                                                                   | Команда        | GP  | GS  | MPG  | FG%  | 3P%  | FT%  | RPG | APG | SPG | BPG | PPG  |  |
| --------------------------------------------------------------------------------------- | -------------- | --- | --- | ---- | ---- | ---- | ---- | --- | --- | --- | --- | ---- |  |
| 2010/11                                                                                 | Оклахома Стэйт | 34  | 10  | 21,6 | 40,1 | 26,7 | 60,7 | 2,5 | 1,4 | 0,8 | 1,0 | 6,4  |  |
| 2011/12                                                                                 | Оклахома Стэйт | 33  | 26  | 31,1 | 42,6 | 31,9 | 73,2 | 5,1 | 2,4 | 1,2 | 0,6 | 10,5 |  |
| 2012/13                                                                                 | Оклахома Стэйт | 33  | 33  | 34,1 | 43,7 | 36,4 | 76,0 | 4,4 | 2,4 | 1,0 | 0,8 | 15,3 |  |
| 2013/14                                                                                 | Оклахома Стэйт | 34  | 34  | 35,3 | 47,3 | 37,9 | 76,8 | 5,3 | 2,9 | 1,0 | 1,0 | 17,2 |  |
|                                                                                         | Всего          | 134 | 103 | 30,5 | 44,1 | 34,8 | 73,3 | 4,3 | 2,3 | 1,0 | 0,8 | 12,4 |  |
| Наведите курсор мыши на аббревиатуры в заголовке таблицы, чтобы прочесть их расшифровку |                |     |     |      |      |      |      |     |     |     |     |      |  |

### Статистика в других лигах
| Сезон                                                                                   | Команда     | Лига             | GP | GS | MPG  | FG%  | 3P%  | FT%  | RPG | APG | SPG | BPG | PPG  |  |
| 2016/17                                                                                 | Все клубы   | Все лиги         | 32 | 9  | 14,6 | 42,4 | 36,5 | 77,8 | 2,6 | 1,0 | 0,5 | 0,3 | 5,2  |  |
| 2016/17                                                                                 | Химки       | Единая лига ВТБ  | 21 | 6  | 15,7 | 42,6 | 35,1 | 81,8 | 2,7 | 1,1 | 0,5 | 0,5 | 5,3  |  |
| 2016/17                                                                                 | Химки       | Кубок Европы     | 11 | 3  | 12,5 | 42,1 | 40,0 | 73,9 | 2,3 | 0,8 | 0,5 | 0,1 | 5,0  |  |
| 2018/19                                                                                 | Все клубы   | Все лиги         | 33 | 18 | 20,4 | 42,0 | 33,3 | 63,6 | 2,5 | 2,4 | 0,5 | 0,2 | 7,1  |  |
| 2018/19                                                                                 | Дарюшшафака | Евролига         | 20 | 8  | 17,5 | 34,7 | 25,9 | 65,2 | 1,7 | 1,9 | 0,4 | 0,2 | 4,9  |  |
| 2018/19                                                                                 | Дарюшшафака | Чемпионат Турции | 13 | 10 | 25,0 | 49,5 | 40,7 | 62,5 | 3,8 | 3,2 | 0,8 | 0,2 | 10,5 |  |
|                                                                                         |             | Всего            | 65 | 27 | 17,6 | 42,2 | 34,4 | 70,0 | 2,5 | 1,7 | 0,5 | 0,3 | 6,1  |  |
| Наведите курсор мыши на аббревиатуры в заголовке таблицы, чтобы прочесть их расшифровку |             |                  |    |    |      |      |      |      |     |     |     |     |      |  |